# Марроки (мыс)
Мыс Марроки (мыс Тарифа) — самая южная точка континентальной Европы. Расположен на окраине города Тарифа в испанской провинции Кадис. Находится в юго-западной части бывшего острова Лас-Паломас, соединённого с материком дамбой. Южная оконечность мыса находится почти на 36-м градусе северной широты.
Мыс находится в самом узком месте Гибралтарского пролива, соединяющего Атлантический океан и Средиземное море. Расстояние до африканского берега составляет 14 км.
Остров Лас-Паломас целиком занят военной частью, доступ публики на мыс Марроки закрыт. На мысу находится маяк, построенный там в 1826 году.
В 710 году арабский военачальник Тариф (откуда и происходит название города и одно из названий мыса) высадился тут с войском из 500 человек и занялся грабежом населения, вернувшись затем с богатой добычей, в основном, женщинами в Северную Африку. Набег Тарифа стал одной из причин высадки в следующем году Тарика ибн Зияда и последующего арабского завоевания Андалусии.

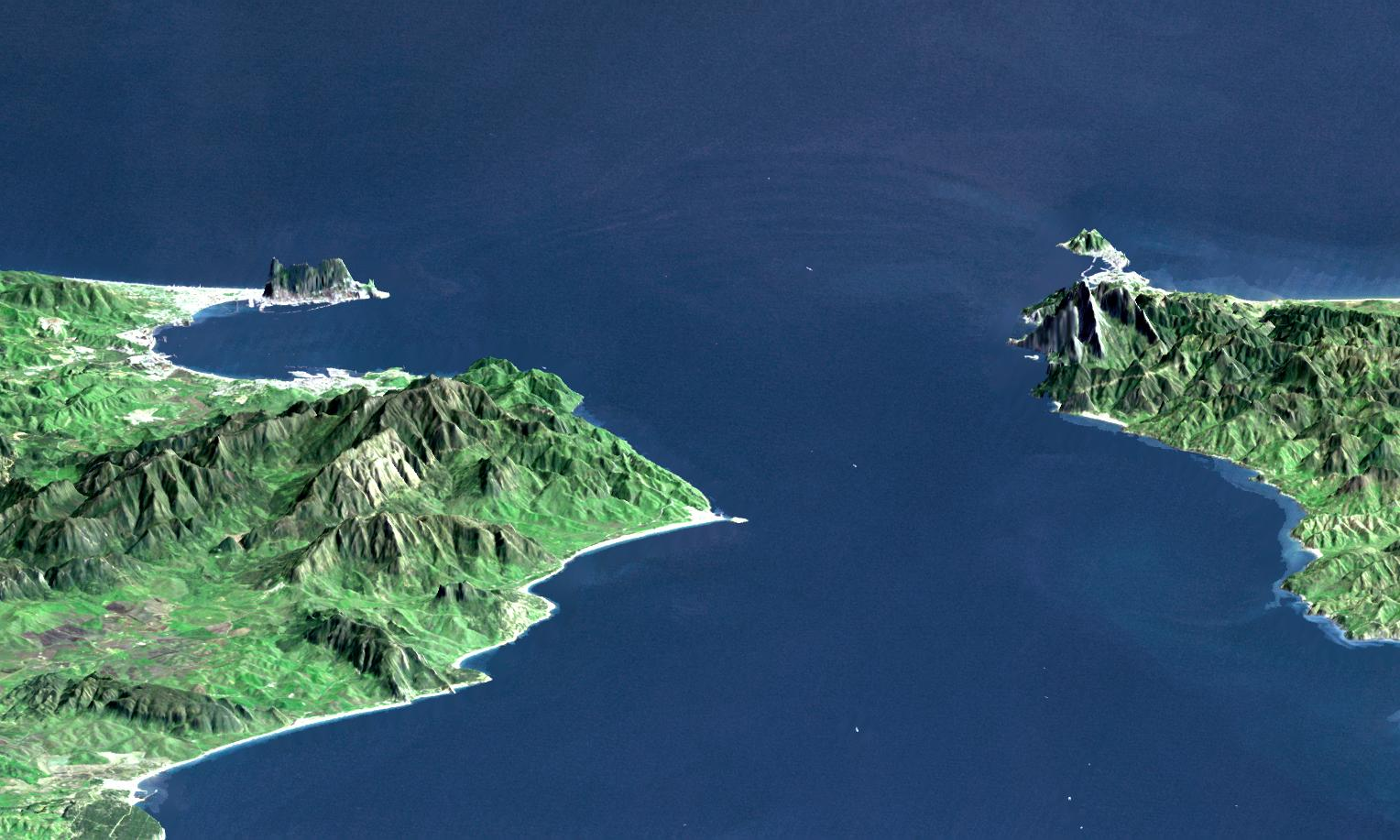
Гибралтарский пролив. По центру виден остров Лас-Паломас с мысом Марроки

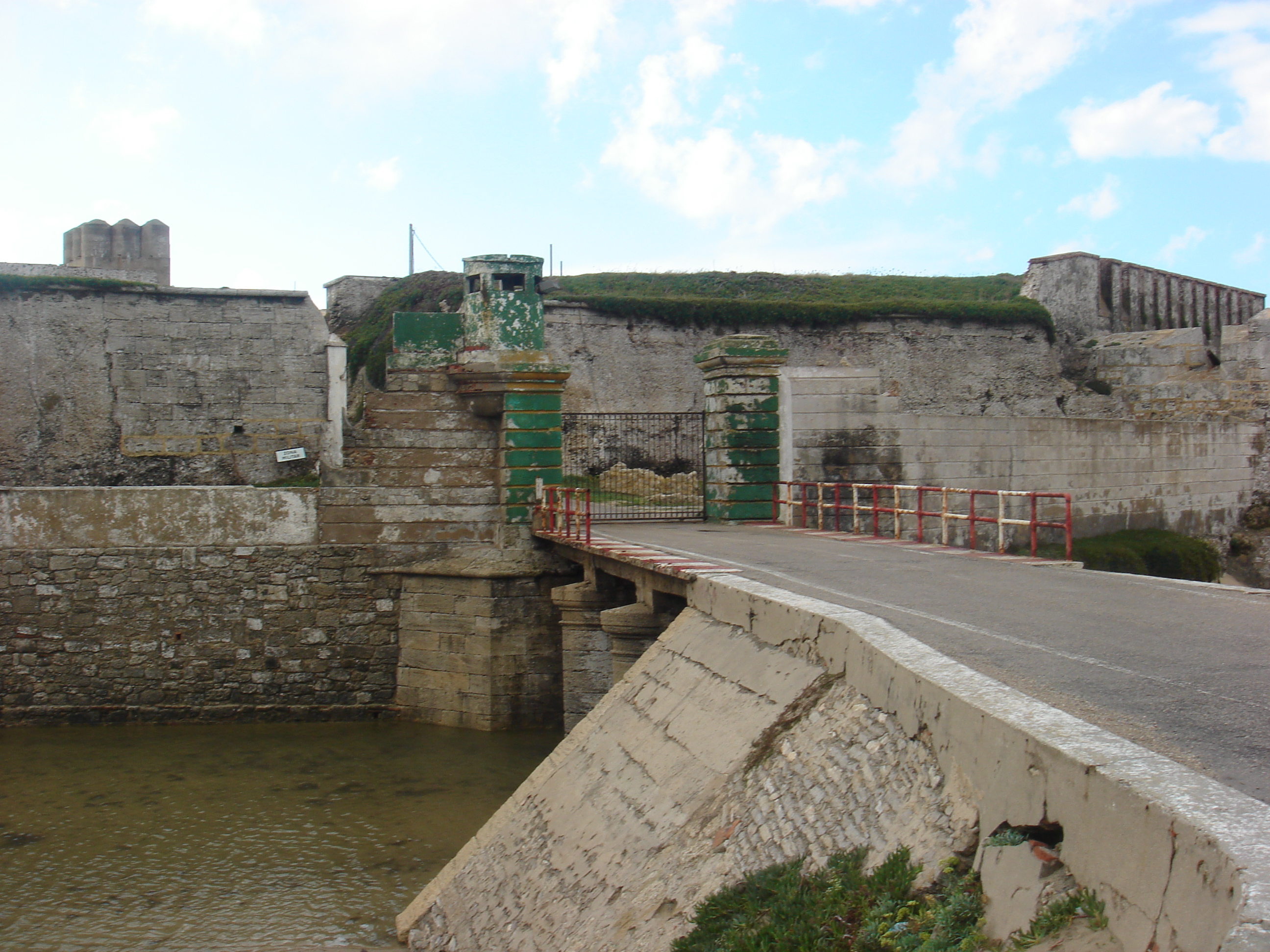
Въезд на остров Лас-Паломас закрыт